# Samira Saygili

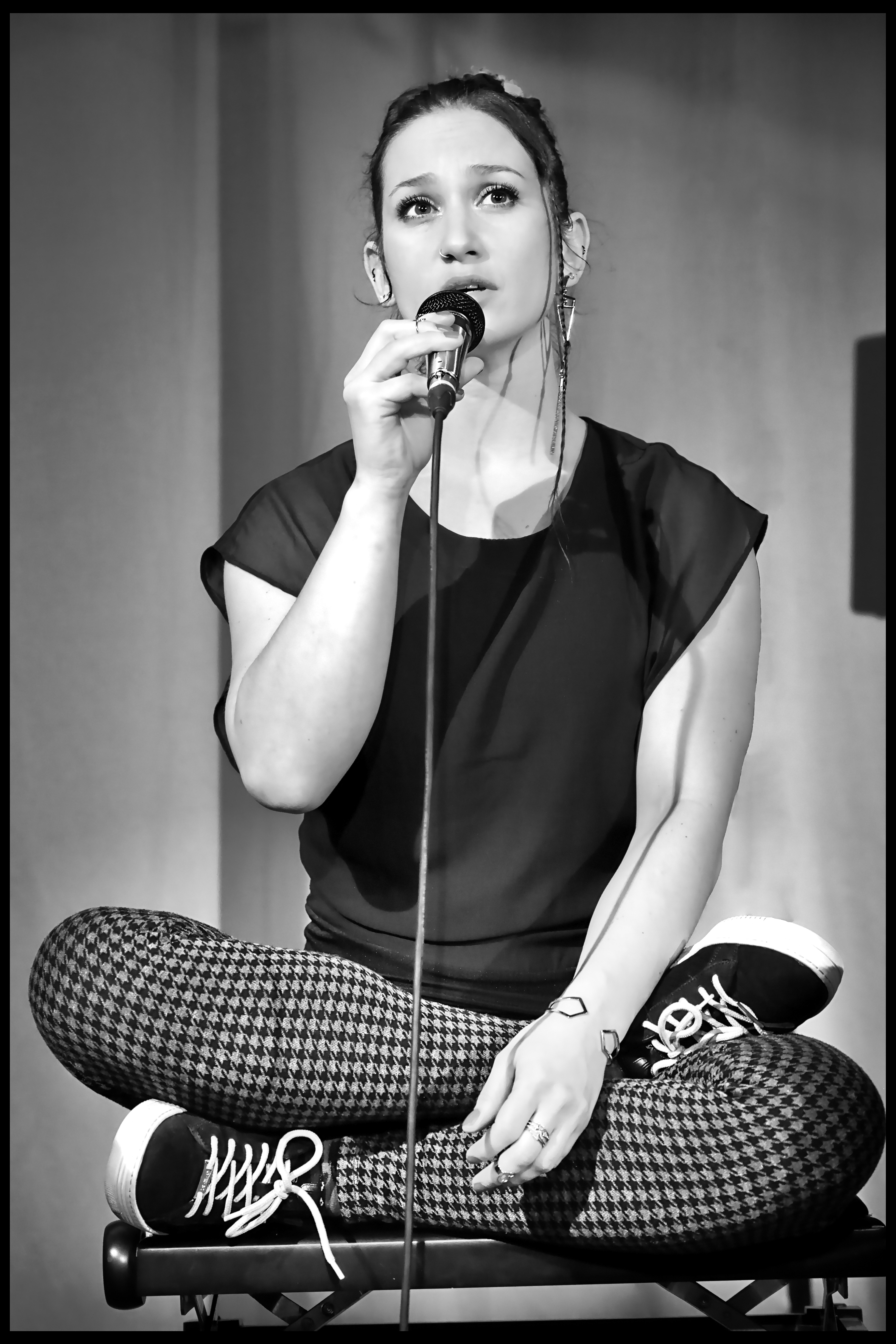
Samira Saygili (2018) bei „Jazz-We-Can“ in Bad Marienberg

Samira Saygili (* 1983 in Karlsruhe) ist eine türkisch-deutsche Sängerin, Komponistin, Stimmtrainerin und Musikpsychologin.

## Leben und Leistungen
Saygili ist türkischer Abstammung und begann ihre Karriere mit klassischem Gesang am Karlsruher Staatstheater. Bereits im Alter von 11 Jahren spielte sie die Hauptrolle im Musical Oliver Twist und später die Rolle des Artful Dodger im Tollhaus Karlsruhe.
Sie studierte Jazzgesang in Maastricht bei Sabine Kühlich und Fay Claassen und später in Sheffield Musikpsychologie. Zudem absolvierte sie Weiterbildungen im Bereich Stimme, Sprache, Gehirn und Ausdruck und erwarb einen Aussprachetrainer-Schein der Telc Akademie. Am 8. Oktober 2017 sang sie zusammen mit Sabine Kühlich das von dem Gitarristen Peter Autschbach komponierte Orchesterwerk „Wir sind Demokratie“ beim 6. Kongress der Industriegewerkschaft IG Bergbau, Chemie, Energie vor 1100 Delegierten.
Als Sängerin war sie 2009–2013 auch mit der Band Still Collins zu hören.
Seit 2009 spielt Samira Saygili im Duo mit Peter Autschbach. Ihr erstes Duo-Album mit Autschbach „Sweeter Than Honey“, erschien im Herbst 2018 bei Acoustic Music Records. Für dieses Album schrieb Saygili die Texte von fünf Stücken (Sweeter Than Honey, Holobiont, Unhappy Triad, Downhome Blues, Keine Lust und A Scent Of Love) und komponierte den Song Keine Lust. Die Songs Baron Otard, Sweeter Than Honey, Holobiont, Downhome Blues und Unhappy Triad sind gemeinsame Kompositionen von Autschbach und Saygili auf diesem Album. Die Covergrafik zu dieser CD wurde von der Illustratorin Selina Peterson erstellt.
Im November 2018 war das Duo Peter Autschbach & Samira Saygili gemeinsam mit Peter Finger im Rahmen der „International Guitar Night“-Tournee zu hören. Am 14. Dezember 2019 gewann das Duo Saygili-Autschbach mit dem Song Holobiont (Musik: Peter Autschbach, Text: Samira Saygili) den 1. Preis in der Kategorie „Best Singer“ und eine Auszeichnung in der Sonderkategorie „Bester Gitarrist“ bei der Veranstaltung Deutscher Rock und Pop Preis.
2020 trat Saygili unter ihrem Künstlernamen SamYra gemeinsam mit dem Duo Brid & Snyder bei der Konzertreihe United We Stream auf. Die Performance wurde von ARTE übertragen. Auf ihrer offiziellen Website bestätigt sie die Verwendung dieses Künstlernamen.
2024 war sie an der Filmmusik des preisgekrönten Kinderfilms Sieger sein (Regie: Soleen Yusef) beteiligt. Gemeinsam mit David Menke und Boris Rogowski schrieb und performte sie das Lied Top of the Sun, das im offiziellen Soundtrack enthalten ist.

## Musikdozentin
Samira Saygili leitet Gesangsworkshops und gibt Unterricht in Stimmbildung, Gesangstechniken und Atmung in Deutschland und Italien. Darüber hinaus gibt sie internationale Workshops, unter anderem bei der Mediterranean Music School und bei Rock im Schloss.

## Diskografische Hinweise
- 2011: CD Late Night Jazz Foundation feat. Samira Saygili
- 2013: Two Do (Band K’atu, Jazzalbum mit Holger Dieffendahl)[1]
- 2014: You and Me (CD) mit Peter Autschbach
- 2014: Songs From the Inside (CD) mit Martin Kolbe und Peter Autschbach
- 2015: Golden Child (CD) mit der Band weloveGOLD
- 2017: Slow Motion (CD) mit Peter Autschbach
- 2017: Wir sind Demokratie (CD) mit Peter Autschbach und Nico Deppisch
- 2018: Sweeter Than Honey (CD) mit Peter Autschbach
- 2020–2022: Camouflage, Reality, Love me more, Rewind (mit Brid & Snyder als SamYra)
- 2021: Sing! (Duo Saygili Autschbach, mit Peter Autschbach)[12]
- 2022: Après le Silence FilmSoundtrack Mitwirkung als Texterin und Sängerin[13]
- 2024: Top of the Sun, Yoksun (Soundtrack zum Film Sieger sein)[14]